# Niuved
Niuved (węg. Nyüved) – wieś w Rumunii, w okręgu Bihor, w gminie Tămășeu. W 2011 roku liczyła 241 mieszkańców.